# Gualberto Fernández
Gualberto Fernández (12 de julho de 1941) é um ex-futebolista e treinador salvadorenho, que atuava como goleiro.

## Carreira
Tendo passado pelo Atlante no México, até chegar à jogar na seleção de seu país nas décadas de 60 e 70.
Fernández trabalhou como técnico e assistente nos times Independiente, Cojutepeque F.C. e Alianza F.C..
Gualberto Fernández fez parte do elenco da histórica Seleção Salvadorenha de Futebol da Copa do Mundo de 1970, ele não atuou.